# Gustav Hügel
Gustav Hügel (ur. 1 stycznia 1871, zm. 15 kwietnia 1953) – austriacki łyżwiarz figurowy. Trenował w klubie Wiener Eislauf-Verein. W 1894 roku zdobył mistrzostwo Niemiec, ponieważ narodowe mistrzostwa łyżwiarskie Niemiec i Austrii połączono. Trzykrotnie został mistrzem świata i jednokrotnie mistrzem Europy. Dwa razy zdobył srebro na Mistrzostwach świata i 4 razy na Mistrzostwach Europy.

## Wyniki na zawodach
| Zawody             | 1893–94 | 1894–95 | 1895–96 | 1896–97 | 1897–98 | 1898–99 | 1899–00 | 1900–01 |
| ------------------ | ------- | ------- | ------- | ------- | ------- | ------- | ------- | ------- |
| Mistrzostwa świata |         |         | 2       | 1       | 2       | 1       | 1       |         |
| Mistrzostwa Europy | 2       | 2       |         |         |         | 2       | 2       | 1       |